# Maria I de Portugal
Maria I (nome completo: Maria Francisca Isabel Josefa Antónia Gertrudes Rita Joana de Bragança; Lisboa, 17 de dezembro de 1734 – Rio de Janeiro, 20 de março de 1816), chamada "a Piedosa" e "a Louca", foi Rainha de Portugal e Algarves de 1777 até 1815, e também Rainha do Reino Unido de Portugal, Brasil e Algarves de 1815 a 1816.
De 1792 até sua morte, seu filho mais novo João atuou como regente do reino em seu nome devido à doença mental da rainha. Era a filha mais velha do rei José I e sua esposa, a infanta Mariana Vitória da Espanha. É considerada a primeira rainha reinante de Portugal e Algarves, tendo sido o seu marido e tio Dom Pedro III o primeiro Rei Consorte de Portugal.

## Biografia

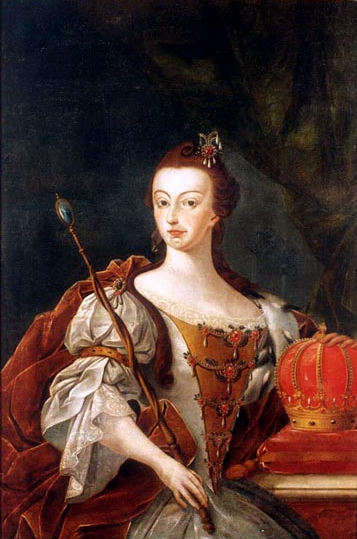
Dona Maria I, Rainha de Portugal, por José Leandro de Carvalho, 1808.

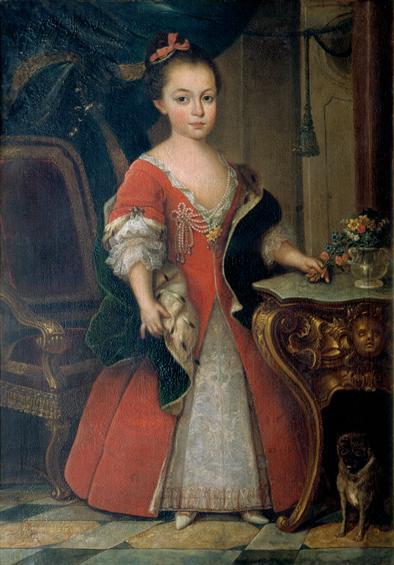
D. Maria Francisca, Princesa da Beira, Duquesa de Barcelos (1739), Francesco Pavona.

### Nascimento
Dona Maria (apelidada de "a Piedosa" e de "a Louca") nasceu a 17 de dezembro de 1734 no Paço da Ribeira, na cidade portuguesa de Lisboa (Portugal). Seu nome completo era Maria Francisca Isabel Josefa Antónia Gertrudes Rita Joana de Bragança. Foi a primeira filha de D. José de Bragança, então Príncipe do Brasil, e sua esposa Mariana Vitória de Bourbon, Infanta de Espanha. 
Maria tinha conexões familiares com várias das famílias reais da Europa. Além de ser Bragança por pai e Bourbon pela mãe, também tinha laços sanguíneos com a Casa de Habsburgo pela avó paterna, Wittelsbach-Neuburgo pela bisavó e Farnésio pela avó materna, Isabel.
Quando o seu pai subiu ao trono em 1750 como D. José I, D. Maria tornou-se sua herdeira presuntiva e recebeu os títulos tradicionais de Princesa do Brasil e Duquesa de Bragança. Antes disso, era Princesa da Beira. 

### Casamento
A continuidade dinástica da Casa de Bragança ficou assegurada com o seu casamento com o tio Pedro de Bragança, que subiria ao trono como Pedro III de Portugal. O casamento foi realizado na Real Barraca da Ajuda a 6 de junho de 1760. Anteriormente, pensara-se em casá-la com o seu outro tio, o Infante Luís de Espanha, e com José II, Imperador do Sacro Império Romano.
Além da continuidade dinástica, o casamento também veio a calhar para a monarquia portuguesa no contexto de Maria ser a primeira monarca mulher a reinar no seu próprio direito hereditário. Dessa forma, o casamento e a aclamação de Pedro III ajudaram a diminuir preocupações misóginas sobre a capacidade de D. Maria de reinar, com a crença de que Maria e seu tio partilhariam o poder. 
Apesar deste não ser o caso e D. Pedro III não ser de muita utilidade nos assuntos de governo, ele era um conselheiro íntimo da rainha e portanto oferecia sustentação emocional a ela. Conforme a doença de D. Pedro avançou e finalmente o matou em 21 de Maio de 1786, ela ficou bastante abalada, piorando o seu estado mental.

### Reinado
O reinado de Maria teve início em um contexto de dificuldades para o Império Português, sendo que a independência dos Estados Unidos um ano antes arriscava animar ânimos de rebelião nas suas colónias, enquanto que Portugal se via com rendas cada vez menores da mineração de ouro no Brasil. A aclamação de Dona Maria teve de ser adiada, pois ela e vários outros membros da família real haviam sido acometidos de sarampo, excetuando apenas o marido e tio e o seu segundo filho, o futuro D. João VI.
Seu primeiro acto como rainha, iniciando um período que ficou conhecido como a Viradeira, foi a demissão e exílio da corte do marquês de Pombal, a quem nunca perdoara a forma brutal como tratou a família Távora durante o Processo dos Távoras. Apesar disso, manteve vários funcionários do governo Pombalino em sua corte, como Pina Manique, Aires de Sá e Melo e Martinho de Melo e Castro.  
Esse último, após a morte de D. Pedro III, ficou cada vez mais influente, se tornando uma das figuras mais relevante do governo de D. Maria e acumulando tanto a secretaria da Marinha e Domínios Ultramarinos quanto a de Negócios Estrangeiros e da Guerraem 1786. Permaneceu na primeira posição até sua morte em 1795.
Rainha amante da paz, dedicada a obras sociais, concedeu asilo a numerosos aristocratas franceses fugidos ao Terror da Revolução Francesa (1789-1799). Era, no entanto, dada a melancolia e fervor religioso de natureza tão impressionável que quando ladrões entraram em uma igreja e espalharam hóstias pelo chão, decretou nove dias de luto, adiou os negócios públicos e acompanhou a pé, com uma vela, a procissão de penitência que percorreu Lisboa. De fato, a sua devoção religiosa era um traço marcante de D. Maria, percebido por aqueles ao seu redor, como o embaixador inglês Robert Walpole, sobrinho do Primeiro-Ministro de mesmo nome. Para além de uma característica pessoal, porém, D. Maria também se utilizava do catolicismo para amparar sua imagem enquanto rainha e "mãe do reino".
O seu reinado foi de grande atividade legislativa, comercial e diplomática, na qual se pode destacar o tratado de comércio que assinou com a Prússia em 1789. Desenvolveu a cultura e as ciências, com o envio de missões científicas a Angola, Brasil, Cabo Verde e Moçambique, como as de Francisco José de Lacerda e Almeida.  Também fundou várias instituições, entre elas a Academia Real das Ciências de Lisboa e a Real Biblioteca Pública da Corte. No âmbito da assistência, fundou a Casa Pia de Lisboa. Fundou, ainda, a Academia Real de Marinha para formação de oficiais da Armada.
A 5 de janeiro de 1785 promulgou um alvará impondo pesadas restrições à atividade industrial no Brasil, proibindo a fabricação de tecidos e outros produtos. Nessa lógica, a medida de Dona Maria ajudava a sustentar o exclusivo colonial.  
Também, durante seu reinado, ocorreu o processo, condenação e execução do alferes Joaquim José da Silva Xavier, o Tiradentes. Alguns anos antes, em 1787, havia acontecido o pior ano de arrecadação dos quintos (imposto) de ouro do Brasil.
A busca por aumentar as declinantes receitas do Estado Português, em um momento de aperto fiscal, levou o secretário de estado do Ultramar, Martinho de Melo e Castro -- preconceituoso contra os mineiros, em particular, e brasileiros, em geral -- a tomar medidas severas na cobrança de dívidas e impostos, como a derrama, que deveria ser instaurada, de imediato, pelo novo governador de Minas Gerais, o Visconde de Barbacena. Tão severo foi o seu prognóstico de ação que D. Maria I questionou essas medidas, amenizando-as, para contemplar a possibilidade de não cobrar o imposto excepcional.

### Regência do filho
Mentalmente instável, desde 10 de fevereiro de 1792 foi obrigada a aceitar que o filho tomasse conta dos assuntos de Estado. Obcecada com as penas eternas que o pai estaria sofrendo no inferno, por ter permitido a Pombal perseguir os jesuítas, o via como "um monte de carvão calcinado". 

Para tratá-la veio de Londres o Dr. Willis, psiquiatra e médico real de Jorge III (enlouquecido em 1788) mas de nada adiantaram seus "remédios evacuantes". 

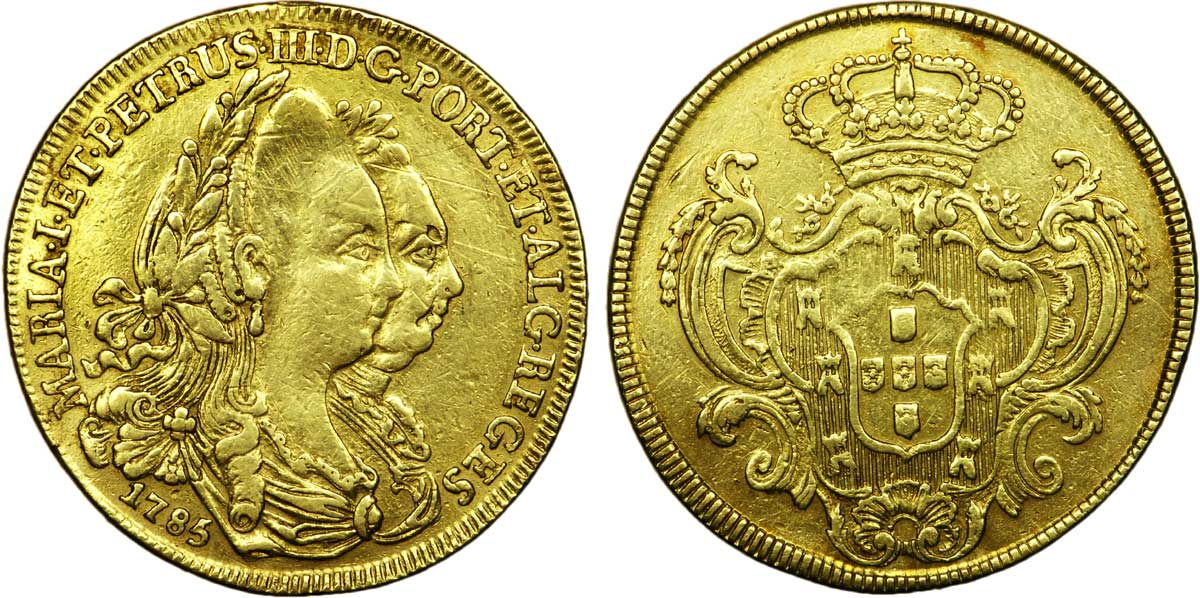
Moeda com as efígies de D. Maria I e Pedro III

Sua instabilidade mental se agravou com os lutos pelo seu marido Pedro III (1786) e do seu filho, o príncipe herdeiro José, Duque de Bragança, Príncipe da Beira, Príncipe do Brasil (falecido em 1788, de varíola, aos 27 anos), com a marcha da Revolução Francesa, e com a execução do Rei Luís XVI de França na guilhotina. Por isso, João, seu segundo filho e herdeiro, que futuramente se tornaria João VI de Portugal, eventualmente assumiu a regência em 1799.

### Ida para o Brasil

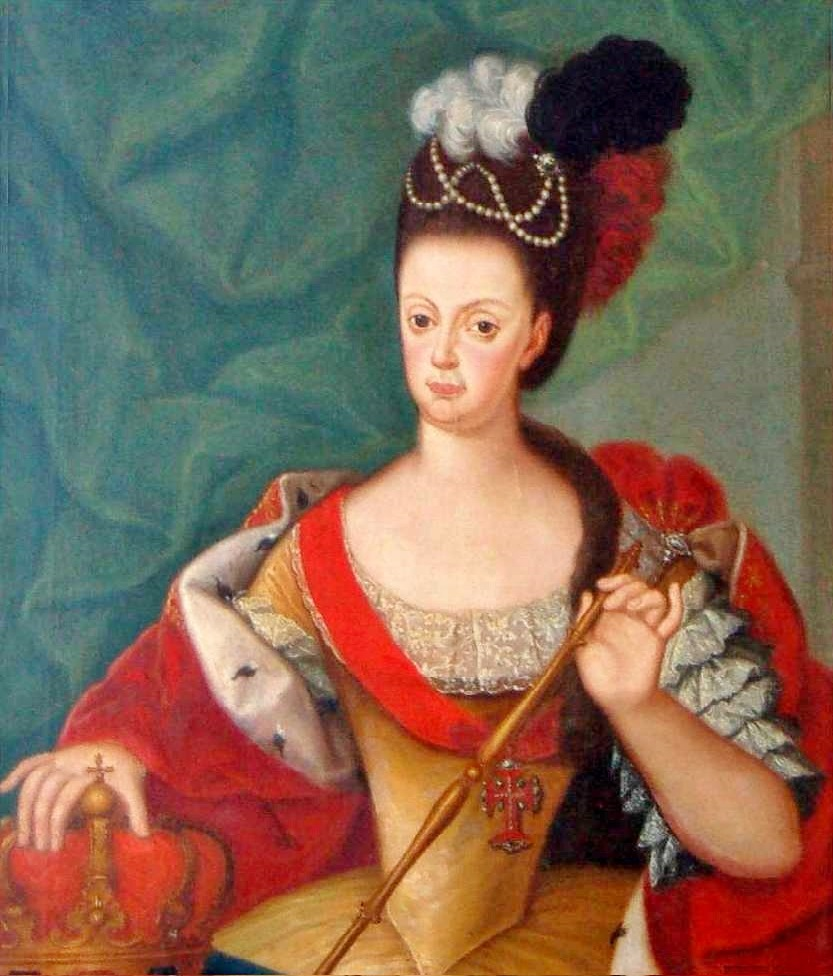
Retrato da Rainha D. Maria I, c. 1777.

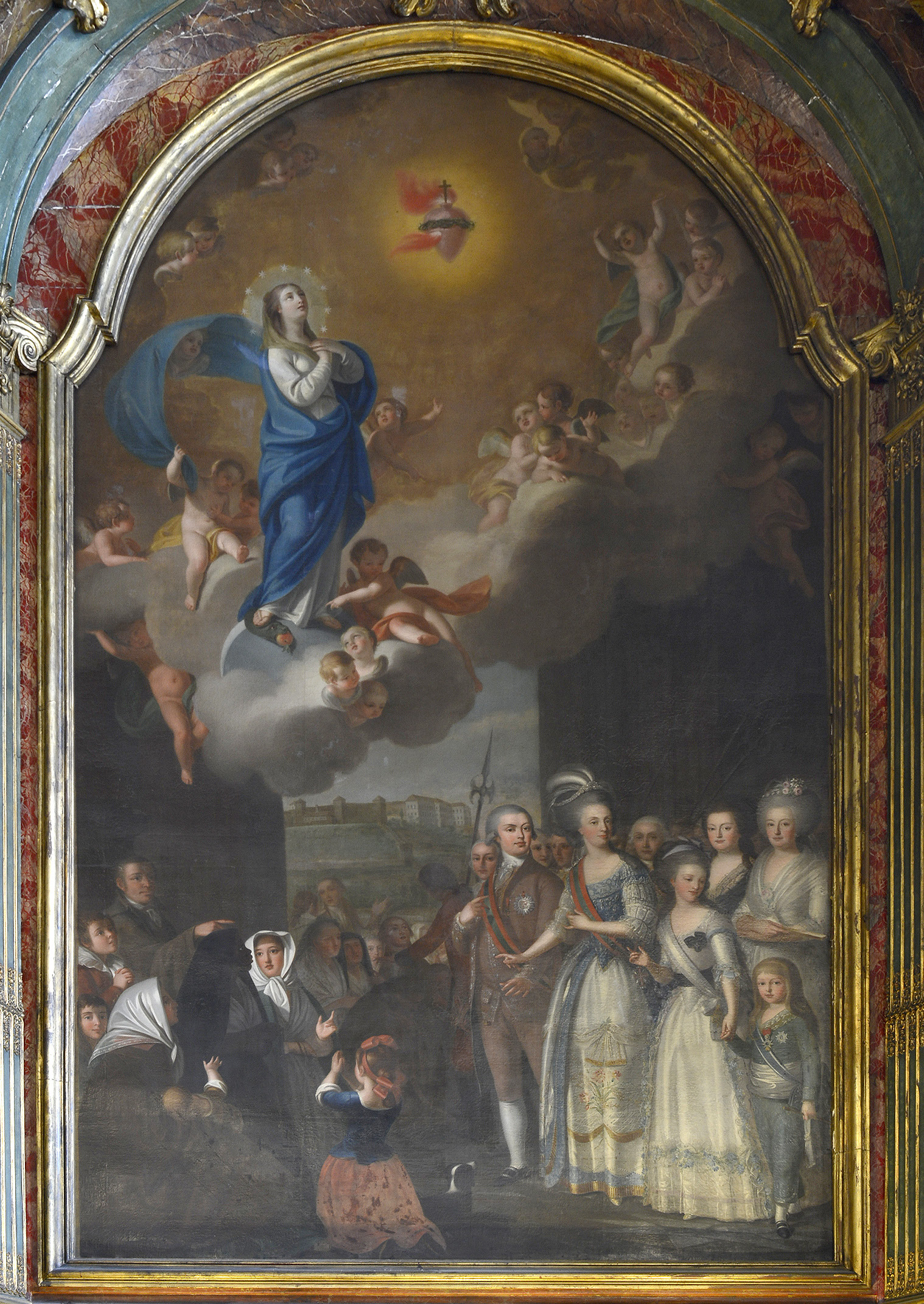
Identificação simbólica do reinado de D. Maria I com o culto ao Sagrado Coração de Jesus que a soberana quis celebrar com a construção da Basílica da Estrela. O grupo da direita retrata a Família Real Portuguesa. Na primeira fila, da esquerda para a direita, o Príncipe Regente D. João, a Rainha D. Maria I, a Princesa Carlota Joaquina e o Infante Pedro Carlos. Na última fila, a Infanta Maria Ana (à esquerda) e a Princesa Maria Benedita (à direita). A cabeça ao lado do Príncipe Regente é do Ministro José de Seabra da Silva, e ao lado direito da Rainha e atrás das Infantas encontra-se o rosto de Pina Manique.

A Família Real Portuguesa transfere-se para o Brasil devido ao receio de ser deposta, à semelhança do que ocorrera nos países recentemente invadidos pelas tropas francesas: Napoleão acumula o título de rei de Itália, dando o título de rei de Nápoles ao seu irmão José Bonaparte, a quem posteriormente situou no trono da Espanha; nos Países Baixos a coroa é dada a seu irmão Luís Bonaparte (Luís I da Holanda). 
Em 1801, o primeiro-ministro de Espanha Manuel Godoy, apoiado por Napoleão, invadiu Portugal por breves meses. No subsequente Tratado de Badajoz, Olivença passou para a coroa de Espanha e mais tarde também foi ocupada pelos franceses. 
Portugal continuou a fazer frente à França e, ao recusar-se a cumprir o bloqueio naval às Ilhas Britânicas, foi iniciada a Primeira invasão francesa de Portugal, pela coligação franco-espanhola liderada pelo francês Marechal Junot. A família real transfere-se para o Brasil a 29 de Novembro de 1807 deixando Portugal a mercê do invasor. Junot invadiu Lisboa e foi nomeado governador de Portugal. 
A 1 de Agosto de 1808, o Duque de Wellington desembarca em Portugal e tem início a Guerra Peninsular. Entre 1809 e 1810, o exército luso-britânico lutou contra as forças invasoras de Napoleão, nomeadamente na Batalha do Buçaco. Quando Napoleão foi derrotado em 1815, Maria e a família real encontravam-se ainda no Brasil. Dos membros da realeza, porém, foi a que se manteve mais calma, chegando a declarar: Não corram tanto, vão pensar que estamos a fugir.

### Vida no Brasil

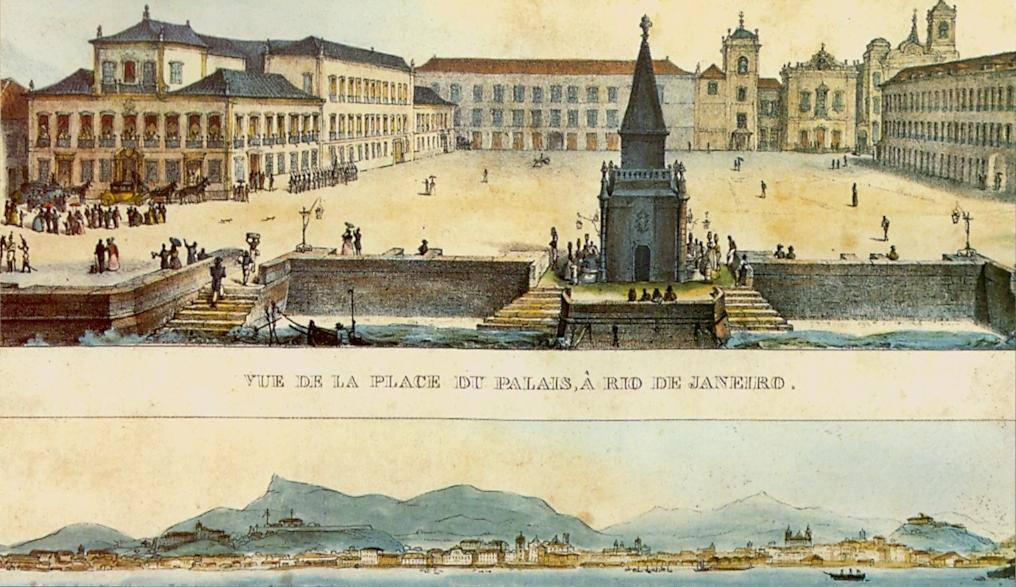
Na parte superior, a atual Praça XV, do lado esquerdo o Paço Imperial (sede do governo Colonial, Real e Imperial) ao fundo o Convento e Igreja do Carmo (onde D. Pedro I e D. Pedro II foram coroados) e o Chafariz do Mestre Valentim, na frente. Na parte inferior um panorama da cidade com destaque o Corcovado. De Jean-Baptiste Debret, em 1830.

Ao chegar ao Rio de Janeiro, a Rainha fora instalada no Convento do Carmo, ao lado do então Paço dos Vice-Reis - que foi convertido a Paço Real. Para facilitar o contato com a soberana, foi construído um passadiço ligando o Paço ao Convento.

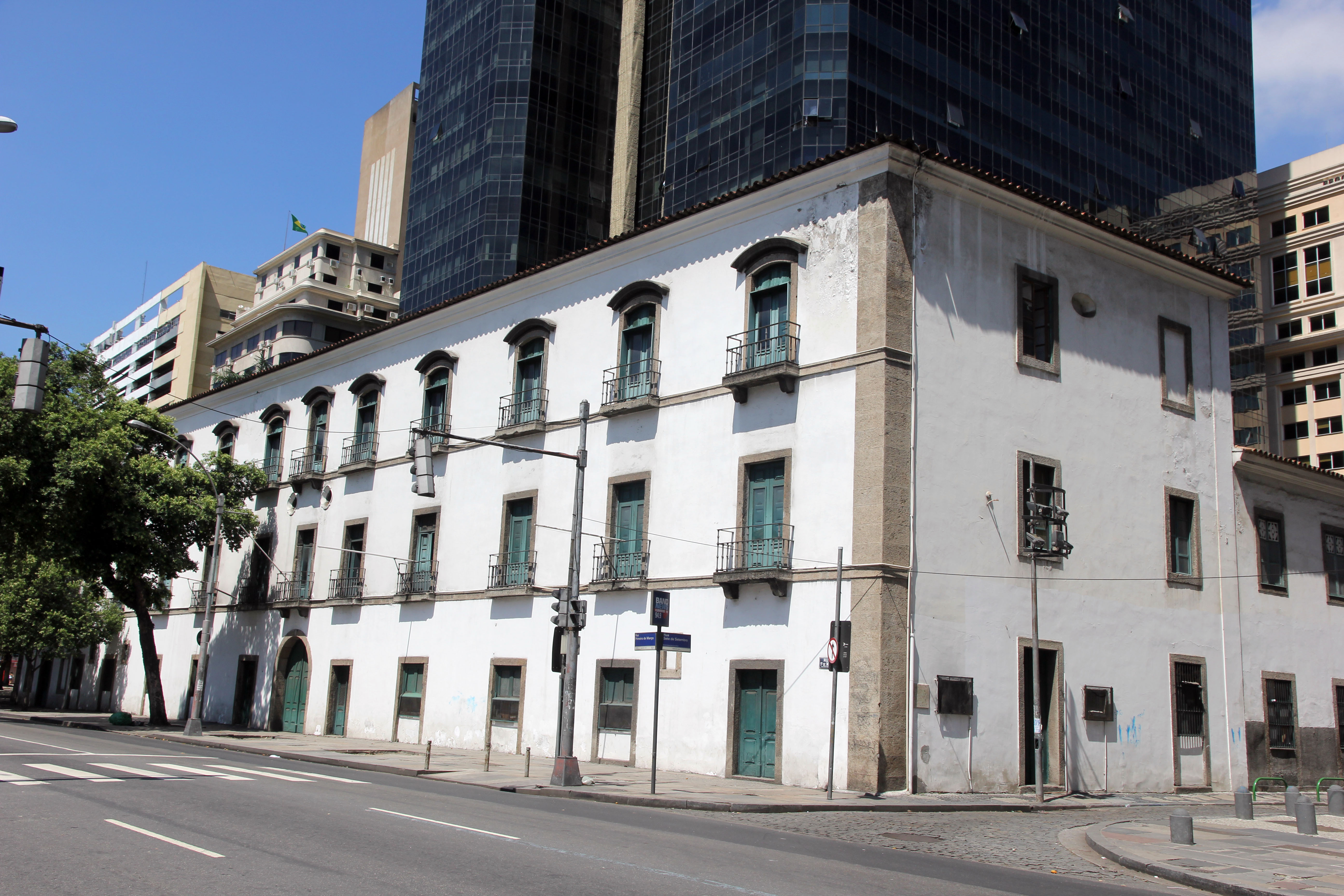
Aparência atual do Convento do Carmo.

No Rio de Janeiro, a Rainha passeava de carruagem todas as tardes, e chegou a passar algumas temporadas em uma casa no atual bairro de Laranjeiras, próximo a uma bica, no Cosme Velho, cujas águas tinham fama de curar doenças. A Princesa do Brasil, Dona Carlota Joaquina, frequentava a bica, e por vezes levava a sogra, acompanhada de suas damas de companhia, daí se originando a expressão popular “Maria vai com as outras”.[carece de fontes?]

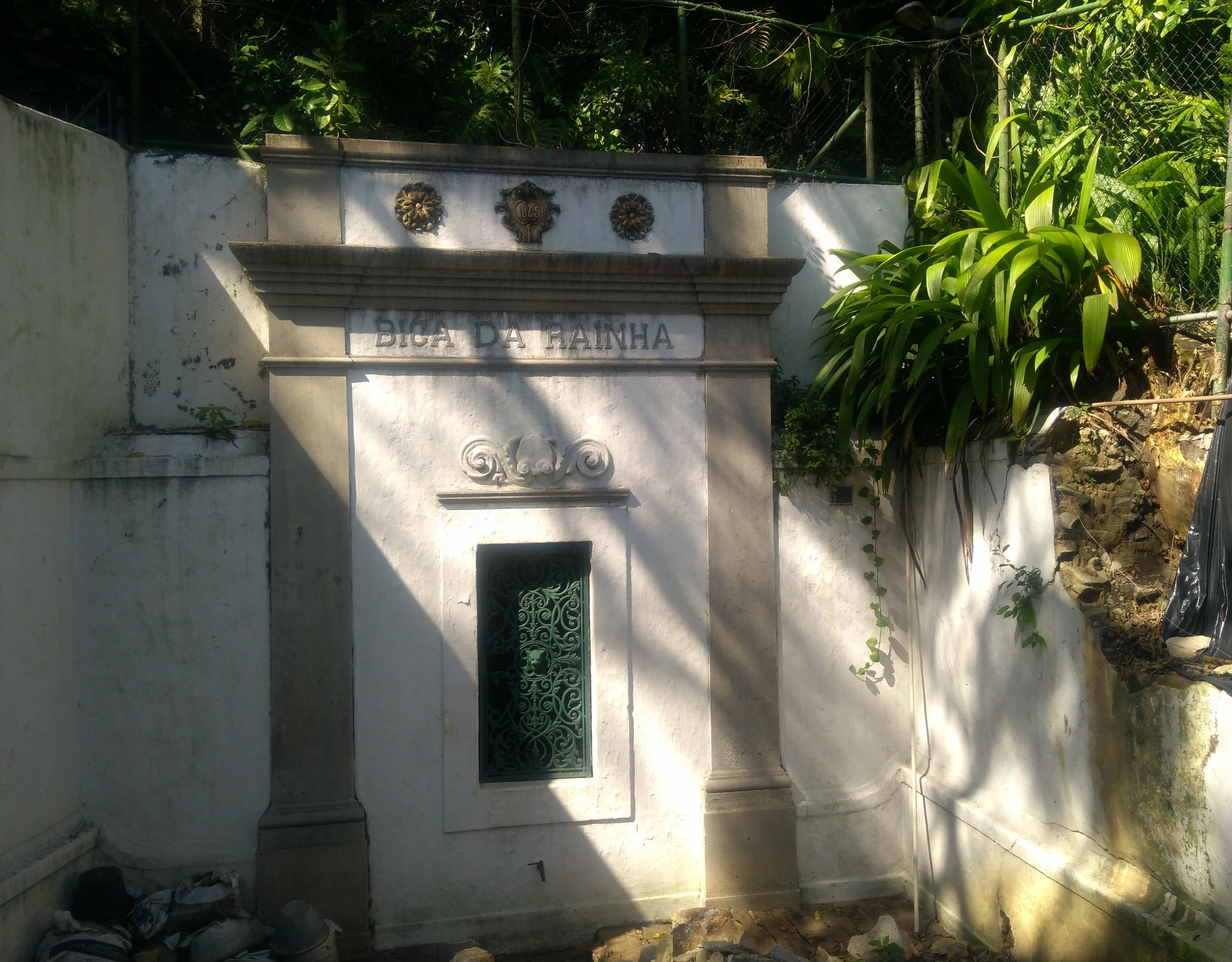
Bica da Rainha, no Cosme Velho.

Acordando todos os dias por volta das oito horas, Sua Majestade fazia o desjejum e se sentava em um canapé, aguardando pela visita de seus familiares. O Príncipe Regente se ajoelhava para beijar a mão de sua mãe, seguido da Princesa do Brasil; em seguida, punham-se a conversar, e, quando a sós, o Príncipe Regente se aconselhava com a Soberana acerca dos assuntos de Estado. 
Depois, as netas vinham cumprimentar a avó, as mais velhas conduzindo as mais novas. Quando via as meninas entrarem, Sua Majestade exclamava: “Que vem aqui fazer estes cupidinhos?” ou “Para que trazem cá estas pequenas?”. Por fim, entravam os netos, o Príncipe da Beira, Dom Pedro de Alcântara, e o Infante Dom Miguel. Quando o neto mais velho vinha lhe beijar a mão, a Rainha coçava a cabeça do menino e lhe afagava os cabelos, dizendo à dama de companhia, Dona Joana Rita de Lacerda (futura Baronesa, e depois Viscondessa, do Real Agrado): “Para este há de ser a minha coroa.”
Era muito grande o afeto que a Soberana nutria por aquele neto, no qual, naturalmente, via, após seu filho, a continuidade de sua Dinastia, a Sereníssima Casa de Bragança, reinante em Portugal desde 1640, e que agora vinha influenciar de modo tão direto os destinos do Brasil. 
Outra prova desse apreço particular se deu quando do casamento de dois dos seus netos, primos-irmãos, a Infanta Dona Maria Teresa de Bragança e o Infante Dom Pedro Carlos de Bourbon: a Rainha havia entregado sua caixa de joias ao Príncipe Regente, pois sentia que não precisava mais delas; mas, ao ficar sabendo que, como presente de casamento do pai, a Infanta Dona Maria Teresa havia escolhido uma das melhores peças, Sua Majestade exclamou, exasperada: “E o que darão à mulher do Pedro quando ele se casar?”.

### Morte

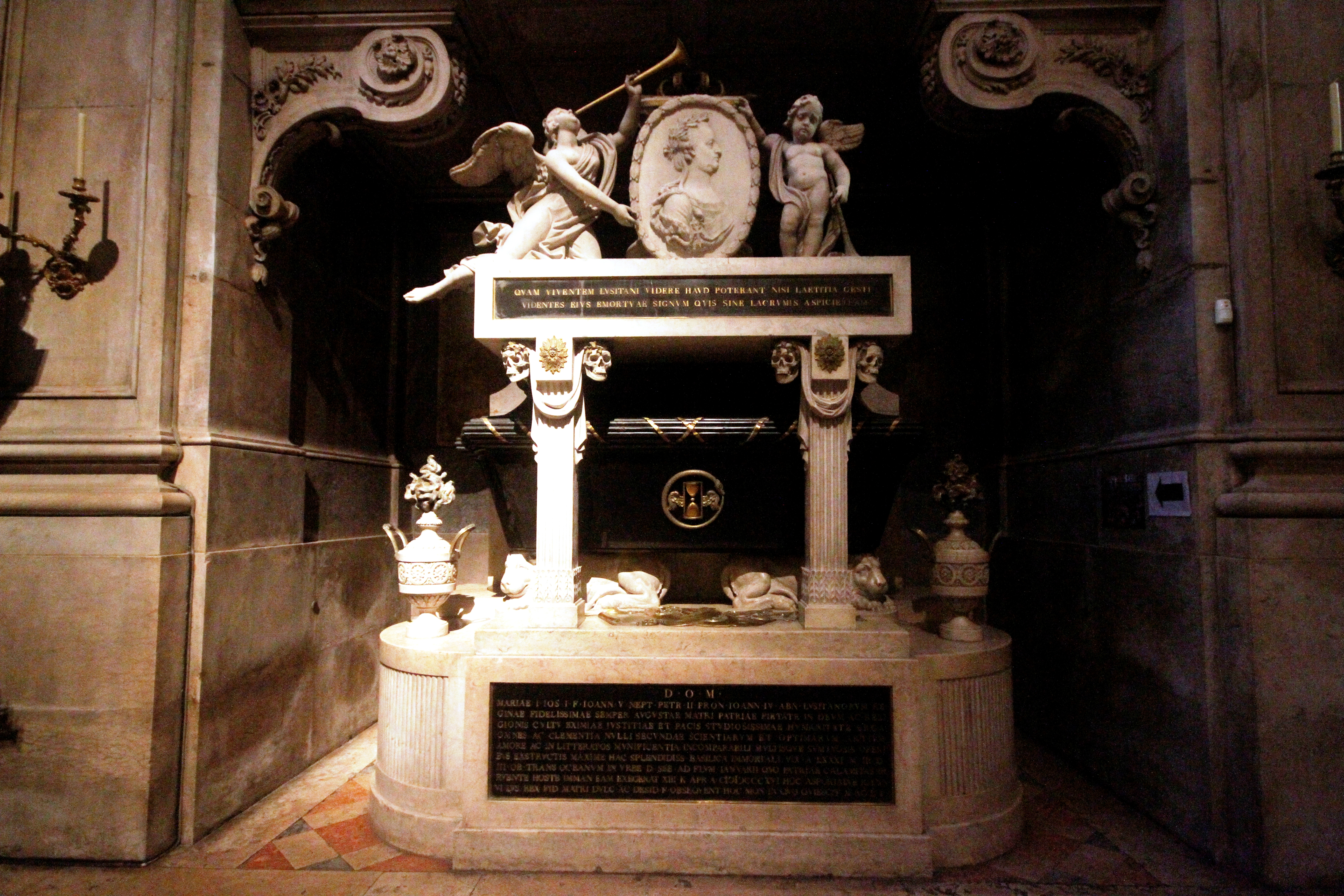
Túmulo de D. Maria I na Basílica da Estrela, em Lisboa

D. Maria viveu no Brasil por oito anos, sempre em estado de incapacitação. Ela morreu no Convento do Carmo, na cidade do Rio de Janeiro, em 20 de março de 1816, aos 81 anos de idade. Tinha passado os últimos dois meses de vida acamada, sempre repetindo para as visitas que queria ficar sozinha e morrer.
Após as cerimónias fúnebres, seu corpo foi sepultado no Convento da Ajuda. Também no Rio, foi composto um réquiem em sua homenagem, pelo grande compositor carioca Padre José Maurício Nunes Garcia. Com sua morte, o Príncipe Regente D. João foi aclamado Rei do Reino Unido de Portugal, Brasil e Algarves.
Em 1821, após o retorno da Família Real para Portugal, seus restos mortais foram transladados para Lisboa e sepultados em um mausoléu na Basílica da Estrela, igreja que ela mesma mandou erguer.

## Enfermidade
O Secretário dos Negócios Estrangeiros, Luís Pinto, escreveu uma carta ao embaixador português em Londres, relatando na época alguns acontecimentos: 
– É com grande tristeza que o informo de que Sua Majestade está a sofrer de uma aflição melancólica que degenerou em insanidade, até ao que se receia que seja o delírio total. Tendo em vista esta infeliz situação, acredito que seria benéfico que o Dr. Willis, o médico principal que assistiu a Sua Majestade Britânica em circunstâncias similares, viesse a esta corte logo que possível. Proporcionar-lhe-emos todo o dinheiro necessário, sem limitações. Concordaremos com tudo o que proponha, se tiver de celebrar um contrato com ele, e deixará a remuneração à discrição generosa desta corte […]. A rainha teve sempre um temperamento melancólico e sujeito a aflições nervosas. A sua disposição é de grande submissão e tem uma certa timidez, a sua imaginação é viva e os seus hábitos inclinam-se para a espiritualidade. Desde há muitos anos que tem vindo a sofrer de dores de estômago e de espasmos no abdômen, com tendência a piorarem devido à aversão que tem a remédios purgativos, especialmente clísteres que nunca consentia.
Segundo estudos da historiadora Mary Del Priore, a loucura da soberana é contestada. Del Priore garante que ela era vítima de profunda depressão, na época confundida com melancolia e insanidade. Além de contar com a colaboração do médico Sávio Santos Silva, Mary pesquisou livros de medicina daquele período. 
“É uma doença que se tornou o mal do século, tão contemporânea, geral, pois atinge todas as classes e idades. Porém, ela existe há anos. Dona Maria I tinha todos os sintomas da depressão: tristeza constante, profunda e incapacitante, perda de autoconfiança, sentimento de vazio, irritabilidade, distúrbios do sono, fadiga, isolamento, e, o mais importante, sentimento de culpa e de inutilidade”, garante.
Muitos fatores contribuíram para que a rainha fosse considerada incapacitada para governar. Em 1792, o filho, Dom João VI, assumiu a regência. O primeiro motivo da depressão foram as mortes sucessivas de entes queridos. A começar pela mãe, dona Mariana Vitória, sua grande amiga e conselheira, em 1781. Cinco anos depois, foi a vez do marido e tio, Dom Pedro III, com quem mantinha um casamento feliz.
“Não era comum as relações arranjadas serem tão bem sucedidas. Eles realmente se gostavam, eram cúmplices. Dona Maria ficou muito desesperada quando perdeu o companheiro”, relata Mary.
Em 1788, três perdas a abalaram profundamente: do primogênito dom José, da filha Mariana Vitória de Bragança e do neto Carlos, recém-nascido. Todos vítimas da varíola. Para completar a tragédia, seu confessor e mentor, frei Inácio de São Caetano, não resistiu a uma violenta trombose. “Foi uma morte atrás da outra, incluindo dois filhos. É muita dor. Sem contar as intrigas palacianas, inclusive dentro da própria família, além da pressão e dos questionamentos por ela ser a primeira rainha – e mulher – a ter plenos poderes em Portugal, apesar de a mãe e a avó terem sido regentes”, destaca Mary.
Extremamente católica, dona Maria I se sentia culpada por tudo de ruim que ocorria com ela e com os parentes. Doença, naqueles tempos, era sinônimo de culpa e pecado. “Só no final do século 19 a psicanálise vai conseguir dissociar a questão místico-religiosa da loucura. A culpa era uma constante nesses diagnósticos. Até o século 18, os livros de medicina portugueses diziam que a melancolia era o sopro do diabo. Dona Maria I acreditava piamente nisso”, explica.

## Na cultura popular
A Rainha D. Maria I já foi retratada como personagem no cinema, televisão e no teatro, interpretada por Rita Cléos na novela Dez Vidas (1969), Maria Fernanda no filme Carlota Joaquina, Princesa do Brasil (1995), Eva Wilma na minissérie O Quinto dos Infernos (2002), Maria Emília Correia na minissérie Bocage Bocage (2006) e Lu Grimaldi na telenovela Liberdade, Liberdade (2016). No carnaval do Rio de Janeiro em 2008, foi representada no desfile da escola de samba São Clemente pela atriz Rogéria, em enredo sobre o rei João VI. Em 2011, no teatro, a atriz Maria do Céu Guerra é D. Maria, A Louca de um texto do autor brasileiro Antônio Cunha, apresentado pela companhia portuguesa A Barraca.
Uma versão altamente ficcionalizada da rainha D. Maria I é a protagonista da opéra-comique Les diamants de la couronne (1841), pelo compositor Daniel Auber, com libretto de Eugène Scribe e Jules-Henri Vernoy de Saint-Georges; figurando igualmente na adaptação à zarzuela de Francisco Asenjo Barbieri, Los diamantes de la corona (1854), esta com libretto de Francisco Camprodón. Na ópera, D. Maria é menor aquando da morte do seu pai, sendo o país governado por um Conselho de Regência liderado pelo Conde de Campo Mayor. D. Maria toma o nome de "Catalina" e, sem ninguém o saber, lidera um grupo de bandidos com o intuito de vender as joias da coroa, substituindo-as por falsificações, para trazer solvência fiscal ao Estado. No final, durante a sua coroação, D. Maria usa a sua astúcia para evitar a determinação do Conselho de Regência que a obrigaria a casar com um filho do rei de Espanha e, ao invés, casa com o Marquês de Sandoval, que havia sido assaltado pelos bandidos e se havia enamorado pela beleza de "Catalina", chefe da quadrilha.

### Maria-vai-com-as-outras
O termo "maria-vai-com-as-outras" é muito popular na lusofonia, onde é usado para designar uma pessoa fraca, sem opinião própria, que se deixa levar pelos outros. Segundo o pesquisador Brasil Gerson, autor do livro Histórias das Ruas do Rio, o termo foi cunhado a partir da figura da rainha D. Maria I, que viveu seus últimos anos no Rio de Janeiro. Declarada mentalmente incapaz desde 1792, D. Maria vivia reclusa e só saía na companhia de suas damas, que costumavam levá-la para passear às margens do rio Carioca, no antigo bairro de Águas Férreas (atual Cosme Velho). Ao ver a monarca sendo conduzida pelas mãos por suas damas, a população exclamava: Maria Vai-com-as-Outras.

## Títulos, estilos, e honrarias

### Títulos e estilos
- 17 de Dezembro de 1734 – 31 de Julho de 1750: "Sua Alteza Real, a Princesa da Beira, Duquesa de Barcelos";
- 31 de Julho de 1750 – 24 de Fevereiro de 1777: "Sua Alteza Real, a Princesa do Brasil, Duquesa de Bragança, etc.";
- 24 de Fevereiro de 1777 – 20 de Março de 1816: "Sua Majestade Fidelíssima, a Rainha".

O estilo oficial de D. Maria I, desde a sua Aclamação até 1815 foi: "D. Maria, pela Graça de Deus, Rainha de Portugal e dos Algarves, d'Aquém e d'Além-Mar em África, Senhora da Guiné e da Conquista, Navegação e Comércio da Etiópia, Arábia, Pérsia e Índia, etc." Com a criação do Reino Unido de Portugal, Brasil e Algarves, em 1815, o seu estilo evoluiu para: "D. Maria, pela Graça de Deus, Rainha do Reino Unido de Portugal, Brasil e dos Algarves, d'Aquém e d'Além-Mar em África, Senhora da Guiné e da Conquista, Navegação e Comércio da Etiópia, Arábia, Pérsia e Índia, etc.".

### Honrarias
Enquanto monarca de Portugal, D. Maria I foi Grã-Mestre das seguintes Ordens:
- Ordem dos Cavaleiros de Nosso Senhor Jesus Cristo
- Ordem de São Bento de Avis
- Antiga, Nobilíssima e Esclarecida Ordem de Sant'Iago da Espada
- Antiga e Muito Nobre Ordem da Torre e Espada

## Genealogia

### Descendência
| Nome | Retrato | Longevidade                                                                                                 | Notas |
| Havidos de D. Pedro III de Portugal (5 de Julho de 1717 – 25 de Maio de 1786; casados a 6 de Junho de 1760)         | Havidos de D. Pedro III de Portugal (5 de Julho de 1717 – 25 de Maio de 1786; casados a 6 de Junho de 1760) | Havidos de D. Pedro III de Portugal (5 de Julho de 1717 – 25 de Maio de 1786; casados a 6 de Junho de 1760) | Havidos de D. Pedro III de Portugal (5 de Julho de 1717 – 25 de Maio de 1786; casados a 6 de Junho de 1760) |
| --- | --- | --- | --- |
| José, Príncipe do Brasil                                                                                            | Retrato de uma jovem de peruca empoada e vestindo um casaco verde, e um colete dourado sob uma couraça de armadura. Com a Cruz de Cristo ao peito, apoia a mão esquerda num elmo sobre uma mesa e a esquerda na anca. Veste um manto de veludo vermelho, com forro de arminho. | 21 de Agosto de 1761 – 11 de Setembro de 1788                                                               | Recebeu o título de Príncipe da Beira ao nascer, título criado pelo seu avô materno especialmente para si. Desposou a tia materna, a Infanta Maria Francisca Benedita, de quem tinha quinze anos de diferença de idade; do casamento não houve descendência, tirando dois abortos: um em 1781 e outro em 1786. Tornando-se Príncipe do Brasil e herdeiro aparente ao trono com a aclamação da rainha sua mãe, D. José faleceu prematuramente de varíola.            |
| D. João Francisco de Paula Domingos António Carlos Cipriano de Bragança                                             | | 16 de Setembro de 1763 – 10 de Outubro de 1763                                                              | Morreu com três semanas de idade. |
| João VI de Portugal                                                                                                 | Retrato de uma homem de cabelos brancos e patilhas, com um casaco preto com bordados a fio de ouro, e calças brancas. | 13 de Maio de 1767 – 10 de Março de 1826                                                                    | Tornou-se Príncipe do Brasil e herdeiro aparente do trono, com a morte precoce dos irmãos mais velhos. Governou como Príncipe Regente, desde a declaração de incapacidade mental da Rainha D. Maria I em 1792, e tornou-se Rei de Portugal entre 1816 e 1826. |
| Infanta D. Mariana Vitória                                                                                          | | 15 de Dezembro de 1768 – 2 de Novembro de 1788                                                              | Nascida no Palácio de Queluz a 15 de Dezembro de 1768, morta em San Lorenzo de El Escorial em 2 de Novembro de 1788, tendo tido dois filhos e uma filha. Casou-se com Gabriel António Francisco Xavier João Nepomuceno José Serafim Pascoal Salvador de Bourbon e Saxe, Infante de Espanha, nascido em Portici a 12 de maio de 1752 e morreu no Escorial a 23 de Novembro de 1788, quarto filho de Carlos III, rei da Espanha e de sua esposa Maria Amália de Saxe. |
| D. Maria Clementina Francisca Xavier de Paula Ana Josefa Antónia Domingas Feliciana Joana Micaela Júlia de Bragança | | 9 de Junho de 1774 – 27 de Junho de 1776                                                                    | Morreu com dois anos de idade. |
| D. Maria Isabel de Bragança                                                                                         | | 12 de Dezembro de 1776 – 14 de Janeiro de 1777                                                              | Morreu com um mês de idade. |